# Plecewice
Plecewice [plɛt͡sɛˈvit͡sɛ] est un village polonais de la gmina de Brochów dans le powiat de Sochaczew et dans la voïvodie de Mazovie.
Il se situe à environ 5 kilomètres au sud-est de Brochów, à 8 kilomètres au nord-est de Sochaczew et à 49 kilomètres à l'ouest de Varsovie.